# Федоров Олексій Дмитрович
Олексій Дмитрович Федоров (біл. Аляксей Дзмітрыевіч Фёдараў; 27 вересня 1972, Могильов) — білоруський шахіст, гросмейстер від 1995 року.

## Шахова кар'єра
Від початку 1990-х років належав до когорти провідних білоруських шахістів. У 1993, 1995, 2005 i 2008 роках чотири рази здобув звання чемпіона країни в особистому заліку. Від 1994 до 2008 року сім разів узяв участь у шахових олімпіадах, крім того між 1997 і 2003 роками чотири рази виступив на командних чемпіонатах Європи.
Тричі стартував на чемпіонатах світу ФІДЕ, які турнірах за кубковою системою, із яких найкращий результат показів 1999 року в Лас-Вегас, де після перемог над Борисом Гульком i Яном Тімманом потрапив до 4-го раунду (найкращої шістнадцятки чемпіонату). В тому раунді програв (на дограванні) Сергієві Мовсесяну й вибув з подальшої боротьби. В інших двох випадках вибував у 1-му раунді, поступаючись Олександрові Іванову (Нью-Делі, 2000) і Ашоту Анастасяну (Москва, 2001/02).
Неодноразово брав участь у міжнародних турнірах, один з найвищих успіхів здобув 2003 року в Москві, де на турнірі Аерофлот опен поділив 1-ше місце (разом з Віорелом Бологаном, Олексієм Александровим i Петром Свідлером). До інших його успіхів належать перемоги (одноосібні або поділ), зокрема, у:
- Воскресенську (1993, разом з Олександром Нікітіним),
- Мінську (1995, разом з Юрієм Шульманом, Олегом Корнєєвим i В'ячеславом Дидишко),
- Санкт-Петербургу (1996, разом з Лембітом Оллем),
- Москві (1995 i 1996)
- Аарсі (1999),
- Калькуті (1999),
- Нью-Делі (2006),
- Мінську (2006, разом з Євгеном Мірошниченком i Ігорем Курносовим),
- Саратові (2007, разом із, зокрема, Андрієм Девяткіним, Сергієм Азаровим, Денисом Хісматулліним i Євгеном Томашевським),
- Бухаресті (2008, разом з Євгеном Мірошниченком i Дмитром Кононенком).

Найвищий рейтинг Ело дотепер мав станом на 1 січня 2000 року, досягнувши 2684 пунктів, посідав тоді 14-те місце в світовій класифікації ФІДЕ і 1-ше серед білоруських шахістів.

## Зміни рейтингу
| На цьому місці має відображатися графік чи діаграма, однак з технічних причин його відображення наразі вимкнено. Будь ласка, не видаляйте код, який викликає це повідомлення. Розробники вже працюють для того, щоби відновити штатне функціонування цього графіка або діаграми. | |
| | На цьому місці має відображатися графік чи діаграма, однак з технічних причин його відображення наразі вимкнено. Будь ласка, не видаляйте код, який викликає це повідомлення. Розробники вже працюють для того, щоби відновити штатне функціонування цього графіка або діаграми. |